# جيم غراي (لاعب كرة قاعدة)
جيم غراي (بالإنجليزية: Jim Gray)‏ هو لاعب كرة قاعدة أمريكي، ولد في 7 أغسطس 1862 في بيتسبرغ في الولايات المتحدة، وتوفي في 31 يناير 1938 في Allegheny, Pennsylvania ‏ في الولايات المتحدة.

## وصلات خارجية
- جيم غراي على موقعبيزبول رفرنس.كوم (الدوري الرئيسي) (الإنجليزية)
- جيم غراي على موقعبيزبول رفرنس.كوم (الدوري الثانوي) (الإنجليزية)